# Championnat d'Argentine de football 1950
Navigation
Saison précédente Saison suivante
La saison 1950 du Championnat d'Argentine de football est la 20e édition professionnelle de la première division argentine. Le championnat rassemble les 18 meilleures équipes du pays au sein d'une poule unique, où chaque club rencontre tous ses adversaires deux fois. En fin de saison, les deux derniers du classement sont relégués et remplacés par le vainqueur de la Segunda División.
C'est le Racing Club qui termine en tête du championnat et remporte le 11e titre de champion d'Argentine de son histoire.

## Les 18 clubs participants
| \| Buenos Aires La Plata Rosario \| Villes représentées lors de la saison 1950 |
| Buenos Aires La Plata Rosario                                                  |

- Boca Juniors
- San Lorenzo de Almagro
- Estudiantes (La Plata)
- River Plate
- Racing Club
- Independiente
- Rosario Central
- Atlanta
- Huracán
- Ferro Carril Oeste
- Tigre
- Vélez Sársfield
- Platense
- Banfield
- Chacarita Juniors
- Newell's Old Boys (Rosario)
- Gimnasia y Esgrima (La Plata)
- Quilmes - Promu de Segunda Division

## Compétition

### Classement
Le classement est établi en utilisant le barème suivant :
- Victoire : 2 points
- Match nul : 1 point
- Défaite, forfait ou abandon : 0 point

| Rang | Équipe                        | Pts | J  | G  | N  | P  | Bp | Bc | Diff |
| ---- | ----------------------------- | --- | -- | -- | -- | -- | -- | -- | ---- |
| 1    | Racing Club T                 | 47  | 34 | 23 | 1  | 10 | 86 | 48 | +38  |
| 2    | Boca Juniors                  | 39  | 34 | 15 | 9  | 10 | 59 | 46 | +13  |
| 3    | Independiente                 | 39  | 34 | 18 | 3  | 13 | 69 | 55 | +14  |
| 4    | River Plate                   | 38  | 34 | 15 | 8  | 11 | 68 | 57 | +11  |
| 5    | San Lorenzo de Almagro        | 37  | 34 | 15 | 7  | 12 | 77 | 60 | +17  |
| 6    | Estudiantes (La Plata)        | 36  | 34 | 14 | 8  | 12 | 57 | 61 | -4   |
| 7    | Banfield                      | 35  | 34 | 12 | 11 | 11 | 60 | 51 | +9   |
| 8    | Chacarita Juniors             | 34  | 34 | 13 | 8  | 13 | 54 | 54 | 0    |
| 9    | Platense                      | 34  | 34 | 11 | 12 | 11 | 66 | 74 | -8   |
| 10   | Vélez Sársfield               | 33  | 34 | 14 | 5  | 15 | 47 | 58 | -11  |
| 11   | Newell's Old Boys (Rosario)   | 32  | 34 | 13 | 6  | 15 | 58 | 53 | +5   |
| 12   | Gimnasia y Esgrima (La Plata) | 32  | 34 | 11 | 10 | 13 | 59 | 56 | +3   |
| 13   | Ferro Carril Oeste            | 32  | 34 | 10 | 12 | 12 | 53 | 60 | -7   |
| 14   | Atlanta                       | 31  | 34 | 12 | 7  | 15 | 58 | 73 | -15  |
| 15   | Quilmes P                     | 30  | 34 | 11 | 8  | 15 | 57 | 65 | -8   |
| 16   | Huracán                       | 29  | 34 | 12 | 5  | 17 | 54 | 65 | -11  |
| 17   | Tigre                         | 29  | 34 | 10 | 9  | 15 | 51 | 79 | -28  |
| 18   | Rosario Central               | 25  | 34 | 9  | 7  | 18 | 52 | 70 | -18  |

|  | Champion d'Argentine 1950                         |
|  | Barrage pour la relégation en Segunda División    |
|  | Relégation en Segunda División                    |
|  | T : Tenant du titre P : Promu de Segunda División |

### Matchs

#### Barrage pour la relégation
Les clubs de Huracán et Tigre terminent à la 16e place du classement à égalité de points. Il faut donc organiser un barrage, disputé en matchs aller et retour afin de déterminer quelle équipe se maintiendra en Primera División.
| Équipe 1 | Résultat | Équipe 2 | Aller | Retour |
| -------- | -------- | -------- | ----- | ------ |
| Tigre    | 2 - 8    | Huracán  | 1 - 3 | 1 - 5  |

- Le Huracán se maintient en première division tandis que le Tigre descend en Segunda División.

## Bilan de la saison
| Tableau d'Honneur                   |             |
| Compétition                         | Vainqueur   |
| Championnat d'Argentine de football | Racing Club |

| Promotions et relégations    |                       |
| Promu en Primera Division    | Lanús                 |
| Relégués en Segunda Division | Tigre Rosario Central |